# Brandon Nakashima
Brandon Nakashima (San Diego, 3 augustus 2001) is een Amerikaans tennisser.

## Carrière
Nakashima speelde collegetennis tot 2019 voor de University of Virginia voordat hij prof werd. In 2020 won hij zijn eerste challenger en nam deel aan de US Open let een wildcard, in 2021 won hij er nog twee. Hij behaalde dat jaar ook tweemaal de finale van een ATP-toernooi maar verloor beide. Hij speelde zowel op Wimbledon als de US Open met een tweede ronde als beste resultaat. Aan het einde van het seizoen werd hij geselecteerd voor de Next Generation ATP Finals.
In 2022 behaalde hij de finale in de ATP San Diego en won in twee sets van landgenoot Marcos Giron. Op de Grand Slams speelde hij zijn beste resultaat op Wimbledon met een vierde ronde en haalde tweemaal de derde ronde op Roland Garros en de US Open. Op het einde van het jaar werd hij geselecteerd voor de Next Generation ATP Finals en won van de Tsjech Jiří Lehečka.

## Palmares
| Legenda                       | Legenda               |
| ----------------------------- | --------------------- |
| Grand Slam                    |                       |
| Olympische Spelen             |                       |
| tot 2009                      | vanaf 2009            |
| Tennis Masters Cup            | ATP Finals            |
| ATP Masters Series            | ATP Tour Masters 1000 |
| ATP International Series Gold | ATP Tour 500          |
| ATP International Series      | ATP Tour 250          |

### Enkelspel
| Nr.                             | Datum             | Toernooi      | Ondergrond    | Tegenstander in finale  | Score    | Details |
| ------------------------------- | ----------------- | ------------- | ------------- | ----------------------- | -------- | ------- |
| gewonnen finales herenenkelspel |                   |               |               |                         |          |         |
| 1.                              | 25 september 2022 | ATP San Diego | Hardcourt     | Marcos Giron            | 6-4, 6-4 | details |
| verloren finales herenenkelspel |                   |               |               |                         |          |         |
| 1.                              | 25 juli 2021      | ATP Los Cabos | Hardcourt     | Cameron Norrie          | 2-6, 2-6 | details |
| 2.                              | 1 augustus 2021   | ATP Atlanta   | Hardcourt     | John Isner              | 6-7, 5-7 | details |
| gewonnen challengers            |                   |               |               |                         |          |         |
| 1.                              | 22 november 2020  | Orlando       | Hardcourt     | Prajnesh Gunneswaran    | 6-3, 6-4 |         |
| 2.                              | 7 februari 2021   | Quimper       | Hardcourt (i) | Bernabé Zapata Miralles | 6-3, 6-4 |         |
| 3.                              | 31 oktober 2021   | Brest         | Hardcourt (i) | João Sousa              | 6-3, 6-3 |         |

#### Next Generation ATP Finals
| Nr.              | Datum            | Toernooi                   | Ondergrond    | Tegenstander in finale | Score         | Details |
| ---------------- | ---------------- | -------------------------- | ------------- | ---------------------- | ------------- | ------- |
| Gewonnen finales |                  |                            |               |                        |               |         |
| 1.               | 12 november 2022 | Next Generation ATP Finals | Hardcourt (i) | Jiří Lehečka           | 4-3, 4-3, 4-2 | details |

### Dubbelspel
| Nr.                  | Datum           | Toernooi | Ondergrond    | Partner   | Tegenstander in finale        | Score    | Details |
| -------------------- | --------------- | -------- | ------------- | --------- | ----------------------------- | -------- | ------- |
| gewonnen challengers |                 |          |               |           |                               |          |         |
| 1.                   | 5 november 2023 | Bergamo  | Hardcourt (i) | Evan King | Francisco Cabral Henry Patten | 6-4, 7-6 |         |

## Resultaten grote toernooien
| Legenda | Legenda                          |
| ------- | -------------------------------- |
| g.t.    | geen toernooi gehouden           |
| l.c.    | lagere categorie                 |
| –       | niet deelgenomen                 |
| G       | uitgeschakeld in de groepsfase   |
| 1R      | uitgeschakeld in de eerste ronde |
| 2R      | uitgeschakeld in de tweede ronde |
| 3R      | uitgeschakeld in de derde ronde  |
| 4R      | uitgeschakeld in de vierde ronde |
| KF      | uitgeschakeld in de kwartfinale  |
| HF      | uitgeschakeld in de halve finale |
| F       | de finale verloren               |
| W       | het toernooi gewonnen            |
| w-v     | winst/verlies-balans             |

### Enkelspel
| Grandslamtoernooien |     |    |    |
| Australian Open     | –   | –  | 1R |
| Roland Garros       | –   | –  | 3R |
| Wimbledon           | –   | 1R | 4R |
| US Open             | 2R  | 2R | 3R |
| Statistieken        |     |    |    |
| titels per jaar     | 0   | 0  | 1  |
| eindejaarsranking   | 166 | 68 |    |

### Dubbelspel
| Grandslamtoernooien |     |   |
| Australian Open     | –   | – |
| Roland Garros       | –   | – |
| Wimbledon           | –   | – |
| US Open             | 1R  | – |
| Statistieken        |     |   |
| titels per jaar     | 0   | 0 |
| eindejaarsranking   | 405 |   |